# Approches tiers-mondistes du droit international
Les approches tiers-mondistes du droit international sont un courant de critique du droit international qui considère que ce dernier perpétue les inégalités consécutives à la colonisation. Elles dénoncent l’impérialisme postcolonial qui sous-tend le droit international, et plaident en faveur d’une approche juridique plus juste et équitable pour les pays et les peuples en voie de développement.
On distingue généralement deux générations d’approches tiers-mondistes : d’une part les anciennes théories, correspondant à la première génération du mouvement (en anglais : Third World Theories) ; et d’autre part les approches actuelles, correspondant à la seconde génération du mouvement. Cette seconde génération englobe non seulement la période postcoloniale, mais également les périodes consécutives à la guerre froide et à la mondialisation.
Dans la littérature anglophone, les approches tiers-mondistes de la seconde génération sont dénommées « TWAIL », acronyme de l’expression « Third World Approaches to International Law » et « TWAIL-ers » est utilisé pour désigner les partisans. Il n’existe actuellement pas encore de terminologie fixe dans la langue française pour dénommer ces approches.

## Historique
Les théories tiers-mondistes du droit international s’inscrivent dans une longue tradition de « critical internationalism » et ne sont donc pas un phénomène récent. Dans la mesure où ces approches revendiquent elles-mêmes leur caractère hétérogène et décentralisé, il n’est pas aisé d’en retracer un historique précis. Néanmoins, on s’accorde généralement à distinguer les approches tiers-mondistes de la première génération qui se sont développées après la Seconde Guerre mondiale et celles de la deuxième génération, connues sous l’appellation « Third World Approach to International Law » (TWAIL), qui sont nées à la Harvard Law School durant les années 1990.

### Les approches tiers-mondistes de la première génération
Les premières théories tiers-mondistes ont vu le jour après la Seconde Guerre mondiale durant la période de la guerre froide et au lendemain de la décolonisation. Une majorité d’auteurs situe la naissance de ces approches lors de la conférence de Bandung en 1955, d’autres considèrent la déclaration de la Havane de Fidel Castro en 1979 comme étant une date clé.
Ces théories étaient également étroitement liées au Groupe des 77 aux Nations unies - un groupement créé en 1964, rassemblant les pays en développement et visant à promouvoir leurs intérêts.
Les principaux objectifs poursuivis par les analyses tiers-mondistes de la première génération touchaient à « l’indépendance nationale, au droit des peuples à disposer d’eux-mêmes, à l’intégration dans l’ordre juridique international et à l’établissement de correctifs interétatiques dans le champ du commerce international ». L’État était vu comme permettant l’émancipation des peuples et les Nations unies considérées comme une institution à même de veiller à l’établissement d’un nouvel ordre économique international.
On vit ainsi des auteurs tels que Baxi, Bedjaoui, M’Baye, Weeramantry, Olawale, Chimni, Gutto, etc. contribuer à la production d’une littérature conséquente qui constituait une critique acerbe du droit international.
Très vite cependant, les théories tiers-mondistes firent face à un effort constant de discréditation de la part de la doctrine dominante, qui contestait le caractère scientifique de leurs travaux.

### Les approches tiers-mondistes de la deuxième génération (TWAIL)
C’est une conférence donnée en mars 1997 à l’université Harvard et consacrée aux approches tiers-mondistes du droit international qui marqua le point de départ des théories tiers-mondistes de la deuxième génération, les TWAIL. Il s’agit, plus précisément, d’un groupe créé en 1996 et composé de sept chercheurs (à savoir Celestine Nyamu, Balakrishnan Rajagopal, Hani Sayed, Vasuki Nesiah, Elchi Nowrojee, Bhupinder Chimni) qui fut à l’initiative de cette conférence. Ce groupe s’était donné pour mission de s’interroger d’une part sur la possibilité de développer une nouvelle approche tiers-mondiste du droit international et d’autre part sur les domaines de recherches qu’investirait une telle approche.
Cette première conférence a été suivie de nombreuses autres : une deuxième conférence s’est tenue à l'Osgoode Hall Law School en 2001 (TWAIL II), une troisième à l'Albany Law School (en) en 2007 (TWAIL III), une autre à l’université Columbia en 2008 (TWAIL IV), une cinquième à la Oregon Law School en 2011 (TWAIL V) et enfin une dernière conférence a eu lieu à l’université du Caire en 2015. Un séminaire a également été organisé à la Sorbonne en 2010. Celui-ci visait à rassembler et les académiques anglophones qui ont fondé le mouvement TWAIL et des internationalistes francophones.
Ces approches ont rapidement gagné en importance comme en témoigne la croissance rapide du nombre d’ouvrages, articles, thèses rédigés sur le sujet. De nombreux cours s’y rapportant sont en outre donnés dans des facultés de droit du monde entier.
Si les TWAIL-ers s’inscrivent dans la lignée des théories tiers-mondistes de la première génération, ils ont aussi été considérablement influencés par d’autres écoles critiques du droit international telles que les Critical Legal Studies (CLS), les New Approaches to International Law (NAIL), l’approche féministe, l’approche marxiste, l’approche post-structuraliste, etc.
Par ailleurs, le contexte dans lequel cette deuxième génération a vu le jour doit être distingué de celui des approches de la première génération. En effet, d’une part, le processus de décolonisation était pratiquement terminé de telle sorte que la quasi-totalité des États avaient acquis leur indépendance. D’autre part, avait débuté une période après-guerre froide qualifiée de « mondialisation » où un certain nombre de concepts apparemment universels tels l’économie de marché ou le principe des élections libres étaient désormais présentés comme unanimement acceptés. Ce nouveau consensus était supposé traduire la reconnaissance définitive de certaines valeurs communes et reléguer au second plan, selon de nombreux auteurs, les rapports de domination Nord/Sud. C’est contre ce discours que se développèrent les TWAIL.
Ainsi, la critique proposée par les TWAIL-ers se démarqua sensiblement de celle des premières approches tiers-mondistes. En effet, contrairement à ces dernières, les TWAIL-ers attaquèrent frontalement le concept même d’État souverain et son aspect à la fois violent et autoritaire. De plus, vu le constat d’échec de l’Ordre économique international, ils estimaient qu’il était indispensable de repenser l’histoire du droit international et de s’atteler à une déconstruction des « narratifs eurocentrés de l’émergence et du développement du droit international ».
Bien que les TWAIL-ers se revendiquent comme faisant partie d’un même mouvement et partagent une méthodologie et un projet commun, ils ne constituent pas pour autant un groupe structuré et hiérarchisé. Il existe de nombreuses divergences en son sein : certains d’entre eux se déclarent socialistes, d’autres s’assument féministes ou d’autres encore post-structuralistes. Il s’agit davantage, selon l’expression de Mickelson, d’un « chorus de voix » qui tente de faire entendre un ensemble de préoccupations communes.

## Thèmes centraux et objectifs actuels
Les écrits individuels ou collectifs des auteurs qui se revendiquent aujourd’hui de la seconde génération de ces mouvements tiers-mondistes sont parcourus par plusieurs thématiques majeures et aspirations communes, qui constituent le résultat de diverses réunions puis conférences académiques à travers le monde.
Malgré la présence transversale de ces préoccupations, les analyses tiers-mondistes actuelles sont diverses et ne peuvent être rassemblées en un seul corps doctrinal.

### Un courant critique et dialectique
Les approches tiers-mondistes font partie intégrante des approches critiques du droit international classique et se caractérisent par un point de vue épistémologique résolument subversif. Cette dimension critique se retrouve de façon substantielle dans plusieurs de leurs thèmes communs. Elles intègrent également des méthodes sociologiques qui, appliquées à l’échelle du globe, sont supposées faire ressortir les phénomènes sociaux qui contribuent à l’évolution du droit international.
Les académiques de la seconde génération pointent les limites du droit international et ne se satisfont plus des garanties formelles accordées unilatéralement par l’Occident lors du vaste mouvement de décolonisation. D’une part, l’égalité souveraine des États et leur droit à l’autodétermination demeurent des concepts abstraits tant que les inégalités dans les processus de formation et de mise en œuvre du droit international ne seront pas corrigées. Est dénoncée, d’autre part, la « chronolâtrie juridique » qui fige les règles anciennes en les consacrant comme fondements intangibles de l’ordre juridique international.
L’accent est ainsi mis sur les contradictions qui traversent la société internationale entre les pays anciennement colonisés dits du « tiers monde » et les anciens États coloniaux occidentaux. Le droit international actuel est déconstruit comme le produit des conflits passés : les sujets de l’ordre juridique international le façonnent en profondeur en essayant d’imposer leurs positions idéologiques, leurs intérêts économiques et politiques ou en tentant de résister à cette imposition. 
La solidification des contradictions sous forme de normes juridiques internationales, consensuelles ou coutumières, constitue une tentative de conciliation mais ne met pas fin, le plus souvent, à l’antagonisme initial, qui refera surface lorsqu’il sera question d’interpréter le droit international.[réf. nécessaire]

### L’importance de la conscience historique
Les approches tiers-mondistes actuelles rejettent aussi bien les perspectives des auteurs qui, à la suite de Francis Fukuyama, ont proclamé depuis plusieurs décennies la fin de l’histoire et des grands conflits idéologiques face au consensualisme apporté par la mondialisation que les théories de la « table rase », selon lesquelles les difficultés du tiers monde seraient spécifiques à la conjoncture actuelle. Ils reposent en effet sur le double postulat que non seulement le passé colonial constitue un fait historique indéniable, mais aussi qu’il continue à exercer une influence centrale sur la société internationale actuelle. Dissocier le monde présent de l’ancienne hégémonie occidentale revient à dissimuler, sciemment ou non, sa reproduction sous couvert de formes nouvelles de domination.

### Caractéristiques principales
Héritières du marxisme, les approches tiers-mondistes reposent sur l’idée que le droit est une question de pouvoir et que ce pouvoir se manifeste sous forme de privilèges maintenus moyennant des schémas de domination. Les approches tiers-mondistes dénoncent la légitimation par les instances décisionnelles et les milieux doctrinaux dominants du processus de marginalisation des populations du tiers-monde. Il n’existe pas de communauté internationale mais une société internationale en conflit perpétuel et le droit est en réalité structurellement illégitime en tant qu’instrument du pouvoir pour justifier la perpétuation partielle de l’ancien ordre colonial avec ses inégalités et son optique d’exploitation.
Si certains auteurs soulignent que l’idée d’un « tiers-monde » identifiable peut à première vue paraître assez artificielle, d'autres précisent que c'est cette dynamique de la différence par rapport aux pays occidentaux qui permet aux pays du tiers-monde de se construire une identité commune. En dépit de leur hétérogénéité géographique et politique, ils se caractérisent par leur passé colonial ainsi que leur mise à l’écart des processus décisionnels au niveau international. Il serait toutefois trop rapide de réduire le concept-même de tiers-monde à cette simple opposition. Dans la majorité des cas, d’autres rapprochements peuvent être effectués tels la pauvreté de la population, la faiblesse des institutions centrales ou les situations de conflit interne.
Il ressort des approches tiers-mondistes une défiance vis-à-vis du recours à la force en général et des interventions dites humanitaires en particulier. Celles-ci sont en effet perçues comme une perpétuation des ingérences des anciennes puissances coloniales dans les affaires intérieures des pays du tiers-monde. Dans le même ordre d’idées, la lutte internationale contre le terrorisme est reçue de façon très critique. Selon ce courant doctrinal, alors que la « guerre contre le terrorisme » est présentée par les pays occidentaux comme une mesure d’autodéfense légitime, prétexte à toutes violations du droit humanitaire, ils occultent la réalité du terrorisme d’État que subit le tiers-monde depuis la guerre froide.
Les TWAIL-ers s'attaquent ainsi à tout un pan du vocabulaire international qui revalorise les agissements et les privilèges de l'Occident. Le « droit à l'ingérence humanitaire » est vu comme une reformulation du devoir d'apporter la civilisation au reste du monde, de même que la notion de « développement » recouvre l'ancien idéal de progrès. Plus généralement, la distinction entre « pays développés » et « pays en développement » (ou PEE) maintient jusque dans la terminologie l'écart de situation entre les États, « avec la même idée persistante d'un passage possible de celui qui est en retard vers l'état de celui qui est en avance et qui sert de modèle au premier ».
Par opposition aux approches classiques, un intérêt particulier est accordé à l’évolution dans les rapports extra-juridiques, plus particulièrement les relations commerciales et le système financier. La conscience historique permet en effet de dépasser le clivage entre droit public et droit privé, si bien qu’il est permis de parler d’un véritable droit public économique. Le rôle essentiel du commerce global dans l’expansion coloniale et par conséquent dans la genèse du droit international public est souligné : le formalisme positiviste a relégué au rang de simples aspects techniques des intérêts particuliers considérables fondés sur le droit de propriété et les relations contractuelles entre divers acteurs privés. Les recours actuels à la notion de « développement » et sa mise en œuvre sous forme d’accords de coopération économique sont fortement critiqués comme inadaptés ou à tout le moins insuffisants. La séparation des sphères publiques et privées constitue selon ces auteurs un pilier de l’idéologie néolibérale, les phénomènes socio-économiques étant perçus comme n’ayant aucun impact sur la vie publique.
Dans la même optique, les approches tiers-mondistes se caractérisent par une remise en question de la souveraineté formelle et de l’État nation. À la suite de Foucault, elles partent du constat que la gouvernementalité s’est généralisée comme unique mode de contrôle de la population et d’organisation de la société. Le droit international public s’est construit sur l’histoire de l’État alors que celui-ci n’a jamais été et n’est certainement pas aujourd’hui le meilleur cadre pour appréhender les progrès sociaux ou la conjecture internationale. Il faut donc sortir de la logique étatique et de l’idéal de la réalisation de l’État souverain afin de recentrer l’étude du droit international sur la pluralité des acteurs et des corps de règles.
Les approches tiers-mondistes entretiennent avec la question des droits de l’homme des liens complexes. D’une part, le rejet de l’idée d’une « communauté internationale », la reprivatisation des rapports politiques et le scepticisme quant au caractère émancipateur du droit font songer à une posture réaliste, voire matérialiste, qui s’opposerait à toute forme d’idéalisme. D’autre part, les valeurs humanitaires universelles ont été promues par l’Occident et sont considérées par beaucoup d’auteurs comme eurocentrées et source d’ingérence. Cela n’empêche pas une grande partie de la doctrine tiers-mondiste d’affirmer son attachement aux idéaux démocratiques et à l’organisation de la société autour de valeurs partagées réellement multiculturelles.
L’adhésion au mouvement tiers-mondiste constitue un engagement à participer à la proposition d’un modèle alternatif au niveau global. Toutes ces approches aboutissent en effet à une dénonciation de l’ordre juridique international et à une tentative de le réformer afin de donner au tiers-monde la place qui lui revient et d’éradiquer les inégalités entre pays. Cette rupture passe par la démocratisation des organisations internationales, la création de nouvelles opportunités permettant la participation du tiers-monde aux processus décisionnels internationaux et la rénovation des milieux académiques et politiques dans les pays du tiers-monde. La société civile pluraliste occupe également une place essentielle car elle doit jouer un rôle central dans la critique de l’État comme seule structure de gouvernement.[réf. nécessaire]

### Un réseau hétérogène en perpétuelle transition
C’est par rapport aux réponses à apporter au « constat tiers-mondiste » que les auteurs se divisent, allant jusqu’à l’irréconciliabilité. Cet éclatement est inévitable en raison de la variété des cultures et des idéologies à travers le monde. « L’unité des TWAIL se situe ainsi essentiellement dans leur opposition commune à l’ordre international existant ainsi que dans l’adoption d’une méthode d’analyse du droit, qui prenne appui sur l’histoire du colonialisme et des résistances. »
A l’opposé de mouvements plus organisés, les approches tiers-mondistes actuelles se caractérisent par leur disparité et leur décentralisation – ou plutôt leur polycentrisme. Le mouvement doit cependant être défini comme une cause commune plutôt qu’en des termes géographiques. Certaines critiques tiers-mondistes de la scène internationale actuelle peuvent se retrouver dans de nombreux ouvrages et discours, notamment chez des auteurs non étiquetés comme tiers-mondistes.
Les études tiers-mondistes sont ouvertes, par essence, aux autres approches critiques du droit international, notamment marxiste, féministe et environnementale. 

## Critiques adressées aux TWAIL
Les approches tiers-mondistes du droit international, et plus particulièrement les TWAIL, ont fait l’objet de nombreuses critiques. 
Les critiques les plus souvent formulées à l’égard des TWAIL sont le paradoxe qui sous-tend le mouvement, leur non-dissociation de la méthodologie occidentale, leur nihilisme et leur non-prise en considération des approches marxistes du droit international.[réf. nécessaire]

### Le paradoxe intrinsèque au mouvement
Selon certains auteurs, les TWAIL sont sous-tendues par un paradoxe relatif à leur conception du droit international. Ce mouvement s’insurge contre le droit international, en ce qu’il s’est développé sur base du colonialisme et de la subordination du tiers-monde à l’Occident, et en ce qu’il perpétue cette expérience coloniale.
Cependant, dans le même temps, les TWAIL-ers considèrent le droit international comme un vecteur d’émancipation pour les peuples. Leur projet est donc de résoudre les problèmes inhérents au droit international tout en conservant les structures institutionnelles actuelles, ce que certains auteurs dénoncent comme un paradoxe. 

### L'utilisation de la méthodologie occidentale
Certains auteurs reprochent aux TWAIL-ers de tenter de renverser l’idéologie capitaliste européenne prédominante dans le droit international tout en suivant la logique disciplinaire de cette idéologie.
En effet, les TWAIL-ers mettent en évidence les différences entre les promesses du système actuel du droit international, mais utilisent pour ce faire les outils méthodologiques utilisés par ce système qu’ils contestent.
Selon certains auteurs comme John D. Haskell, les TWAIL offrent des propositions intéressantes, mais leur logique argumentative et leurs préoccupations théoriques trahissent leur critique fondamentale du caractère impérialiste du droit international.[réf. nécessaire]
Cet auteur estime qu’il serait préférable que les TWAIL développent de nouveaux outils conceptuels et politiques pour faire face aux lacunes du droit international, plutôt que d’essayer d’améliorer ce système sur base de la méthodologie limitée et biaisée qui le sous-tend. Ce mode d’analyse utilisée par les TWAIL en fait, selon Haskell, un mouvement conservateur, aussi acerbe que soit sa critique du droit international. 

### Le nihilisme
Les TWAIL sont également accusées de nihilisme. Il leur est reproché de ne pas avoir d’agenda positif proposant des actions ou des réformes du droit international, c’est-à-dire de critiquer le droit international sans donner de pistes sur les manières dont il pourrait être amélioré.
Selon David P. Fidler, la principale difficulté pour les TWAIL-ers est de parvenir à proposer des réformes sans tomber dans les extrêmes que sont l’utopisme et la realpolitik. Fidler estime que les TWAIL ne devraient pas tenter de déstabiliser le système international en remettant en cause l’hégémonie militaire, politique et économique de l’Occident.
La solution, selon lui, serait de développer un « nouveau solidarisme » d’unité dans la diversité et un « nouveau pluralisme » définissant cette diversité d’une manière substantiellement crédible. C’est en développant ce solidarisme et ce pluralisme que les TWAIL parviendront à construire une civilisation globalisée basée sur « universalisation authentique ». Il est donc impératif, d'après Fidler, de créer intellectuellement et d’implémenter dans la pratique ces nouveaux concepts.
D’autres auteurs, tels que John D. Haskell, reprochent aux TWAIL de ne rien apporter de nouveau. En effet, selon lui, la production intellectuelle européenne s’intéressait déjà aux idées non-européennes bien avant l’arrivée des TWAIL-ers. De plus, il estime que la majorité des réformes proposées par les TWAIL sont très semblables à celles proposées par les européens : le mouvement est donc intéressant en ce qu’il propose une analyse historique pertinente, mais une fois passée cette analyse, les TWAIL n’offrent plus aucune nouveauté.
Haskell souligne en outre que le retour vers l’espace local n’est pas uniquement suggéré par les TWAIL, mais est au contraire également prôné par la classe capitaliste transnationale. Selon lui, il ne s’agit donc là que d’une nouvelle tactique impérialiste de management, et non d’une ouverture vers l’émancipation. 

### Le silence sur les approches marxistes du droit international
John D. Haskell reproche également aux TWAIL de ne pas s’appuyer sur les analyses marxistes du droit international. Selon lui, ces approches sont généralement simplifiées à outrance (voire caricaturées) par la doctrine, ou sont totalement ignorées, de sorte que la doctrine marxiste est absente de la littérature tiers-mondiste.
Pourtant, les approches tiers-mondistes et marxistes partagent plusieurs points communs. Premièrement, elles dénoncent l’impérialisme en tant que dynamique centrale dans le développement historique et actuel du droit international. Deuxièmement, elles accusent cet impérialisme de s’être muté en une forme de coercition économique qui reconnaît la souveraineté politique formelle des anciens peuples colonisés mais les soumet à une série d’impératifs financiers et institutionnels qui les prive de leurs ressources naturelles et de leur liberté économique, maintenant ainsi le développement inégal établi précédemment au cours de l’expérience coloniale.
Le rôle de la culture et le phénomène impérialiste sont donc des éléments prédominants, tant dans les approches marxistes que dans les TWAIL. Cependant, les TWAIL-ers ne mentionnent que très rarement les analyses marxistes. Haskell regrette cet oubli, car il estime que celui-ci explique leur retour systématique à l’idéologie libérale du droit international et qu’un recours aux grilles d’analyse marxistes leur permettrait d’éviter cet écueil dans lequel ils tombent actuellement.
En effet, selon Haskell, la perspective marxiste montre que le problème que présentent les analyses tiers-mondistes du droit international est qu’elles projettent l’échec du droit international dans des termes trop « naturalistes », sans incorporer aucune évaluation de sa forme historique spécifique. Ainsi, par exemple, l’impérialisme doit amener la question suivante : s’il s’agit de la quête de pouvoir sur les autres, pourquoi cette recherche s’est-elle spécifiquement axée sur la forme régulatrice du droit international ?[réf. nécessaire]
L’emphase que les TWAIL mettent sur le contenu plutôt que sur la forme, et sur la préexistence des volontés et des sujets, les rend incapables d’expliquer les raisons historiques spécifiques de l’existence du droit international.
Les TWAIL font donc l’objet d’un certain nombre de critiques substantielles, bien qu’elles émanent souvent d’auteurs se disant favorables aux critiques énoncées par le mouvement. Selon Gathii, le développement de ces critiques est peut-être une preuve que jusque récemment, les approches non tiers-mondistes du droit international étaient dominantes.  